# El problema final (novela)
El problema final es una novela de misterio y suspenso escrita por Arturo Pérez-Reverte, publicada por Alfaguara el 5 de septiembre de 2023.

## Argumento y contexto
La novela sigue un modelo narrativo clásico, es decir, un lugar cerrado donde se comete un delito que nadie ajeno a ese espacio ha podido llevar a cabo.
La trama se centra en «un crimen imposible y un detective insospechado».  La novela es un homenaje a Sherlock Holmes, a su autor, Arthur Conan Doyle, y a un actor que lo interpretó, Basil Rathbone. El título hace referencia a El problema final,  uno de los 56 relatos cortos de Sherlock Holmes.

## Sinopsis
En el cálido y remoto junio de 1960, un violento temporal aísla a nueve personas en la pintoresca isla de Utakos, frente a la costa de Corfú, quienes encuentran refugio en el modesto hotel local. Nada podría haber anticipado el inminente giro de los acontecimientos: Edith Mander, una turista inglesa discreta, es hallada sin vida en el pabellón de la playa. Lo que a simple vista parece un posible suicidio, desvela sutiles indicios que pasan desapercibidos para todos, excepto para Hopalong Basil, un actor en decadencia que alguna vez encarnó en la pantalla al legendario detective más famoso de todos los tiempos, Sherlock Holmes. Solo él, con su experiencia aplicando las habilidades deductivas del célebre Holmes en la gran pantalla, puede desentrañar el verdadero enigma detrás de este misterio de habitación cerrada.

## Recepción
La novela ha sido elogiada por la crítica literaria.